# (48480) Falk
(48480) Falk (1991 YK1) – planetoida z pasa głównego asteroid okrążająca Słońce w ciągu 5,68 lat w średniej odległości 3,18 j.a. Odkryta 28 grudnia 1991 roku.